# Stenocercus scapularis
Stenocercus scapularis är en ödleart som beskrevs av  George Albert Boulenger 1901. Stenocercus scapularis ingår i släktet Stenocercus och familjen Tropiduridae. IUCN kategoriserar arten globalt som livskraftig. Inga underarter finns listade i Catalogue of Life.